# 国際連合憲章第1章
国際連合憲章第1章（こくさいれんごうけんしょう だいいっしょう）は、国際連合憲章の第1条と第2条を構成する章である。前文の後にある条文で先頭に存在する。

## 概要
国際連合憲章第1章は「目的及び原則」の題となっており、国際連合の目的と原則を示している。これらの原則には、平和に対する脅威等の除去、人民の同権と自決等の共通の目的と、加盟国等がこの憲章の原則に従って行動する必要があることを規定している。